# تپه آش (آسیاب) خاک و خول
تپه آش (آسیاب) خاک و خول مربوط به هزاره اول قبل از میلاد است و در شهرستان سقز، بخش مرکزی، روستای میرده واقع شده و این اثر در تاریخ ۲۷ مرداد ۱۳۸۲ با شمارهٔ ثبت ۹۶۵۴ به‌عنوان یکی از آثار ملی ایران به ثبت رسیده است.